# Chaetogramma caudata
Chaetogramma caudata är en stekelart som först beskrevs av De Santis 1997.  Chaetogramma caudata ingår i släktet Chaetogramma och familjen hårstrimsteklar. Inga underarter finns listade i Catalogue of Life.